# サラ・シュガーマン
サラ・シュガーマン（Sara Sugarman、1962年10月13日 - ）は、ウェールズの映画監督、女優。

## 監督作品
- 彼女は夢見るドラマ・クイーン
- ベリー・アニー・メアリー - サンダンス・NHK国際映像作家賞受賞作品

## 出演作品
- ディーラーズ
- ストレート・トゥ・ヘル